# 赫德爾米爾斯 (北卡羅萊納州)
赫德爾米爾斯（英語：Hurdle Mills）是位於美國北卡羅萊納州奧蘭治縣及珀森縣的非建制地區。

## 地理
赫德爾米爾斯所處的海拔為高於海平面187米（即614英呎），而該地所採用的時區為UTC-5，即北美东部时区（EST）。同時該地設有夏令時間，為UTC-5調快一小時，即UTC-4（EDT）。